# Cetviny
Cetviny (deutsch Zettwing) ist eine Wüstung in der Gemeinde Dolní Dvořiště in Tschechien. Sie liegt an der Maltsch direkt an der Grenze zu Österreich.

## Geographie
Der Ort befindet sich in 648 m ü. M. am linken Ufer der Maltsch, die die Grenze zwischen Österreich und Tschechien bildet. Auf österreichischer Seite befindet sich das kleine Dorf Hammern, das zu Leopoldschlag gehört.

## Geschichte

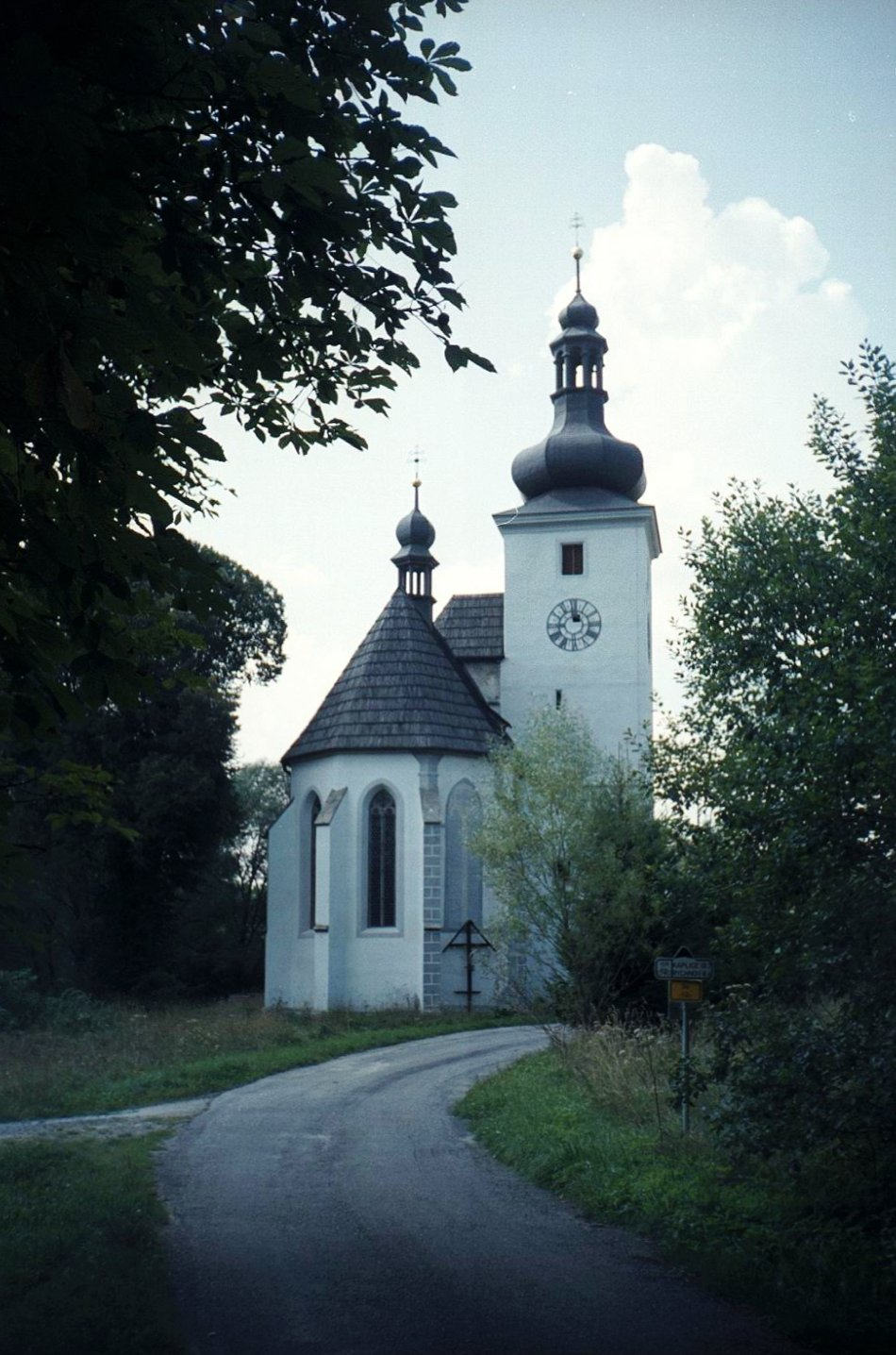
Kirche von Zettwing

Der Ortsname Zettwing leitet sich aus dem Keltischen ab. Die Silbe ‚Zett‘ (kelt. coet) bedeutet ‚Wald‘ und die Silbe ‚Win‘ (kelt. vin) bezeichnet eine ‚Lichtung‘. Zettwing heißt also eigentlich ‚Waldlichtung‘.
Die Besiedlung erfolgte in der 2. Hälfte des 13. Jahrhunderts unter Ottokar II. Přemysl, der als böhmischer und österreichischer Landesherr von 1251 bis 1278 den dichten Waldgürtel des nördlichen Mühlviertels und Südböhmens roden ließ. 1325 erfolgte die erste urkundliche Erwähnung, wobei die Pfarrkirche schon 1285 bestanden haben soll.
1918 wurde nach Auflösung der Monarchie die Maltsch zur Staatsgrenze. Das tschechische Zollamt war zunächst auf österreichischer Seite in der Lexmühle in Hammern untergebracht. Mit einem einfachen Passagierschein konnte die Grenze überschritten werden. Durch die günstigere Preissituation blühte der Schmuggel. Vor allem am Sonntag kauften in der Zwischenkriegszeit viele Bewohner der benachbarten Gemeinden von Leopoldschlag und Windhaag bei Freistadt in Zettwing ein.
1930 stellte die Volkszählung 523 Personen deutscher und 29 Personen tschechischer Nationalität fest. 1945 verloren die Sudetendeutschen die tschechoslowakische Staatsangehörigkeit und ihr Vermögen.
1946 wurde fast die gesamte deutschsprachige Bevölkerung ausgewiesen, wobei es dem guten Einvernehmen der bisherigen tschechischen Zollwachbeamten mit der deutschsprachigen Bevölkerung zu verdanken war, dass es in Cetviny zu keinen Gewalttaten kam.
1951 mussten der Pfarrer und alle noch verbliebenen Bewohner Cetviny verlassen. Die Region wurde zur verbotenen Grenzzone erklärt. 1955–1956 wurden die rund 120 Häuser des Ortes auf Anordnung des Innenministeriums bis auf die Kirche und vier Häuser mit Bulldozern dem Erdboden gleichgemacht.
Seit 1990 ist Cetviny wieder frei zugänglich und fünf Jahre später begann das Bistum Budweis mit der Renovierung der ehemaligen Pfarrkirche Zu Unserer Lieben Frau Geburt, die am 6. September 2003 wieder geweiht wurde.

## Sehenswürdigkeiten

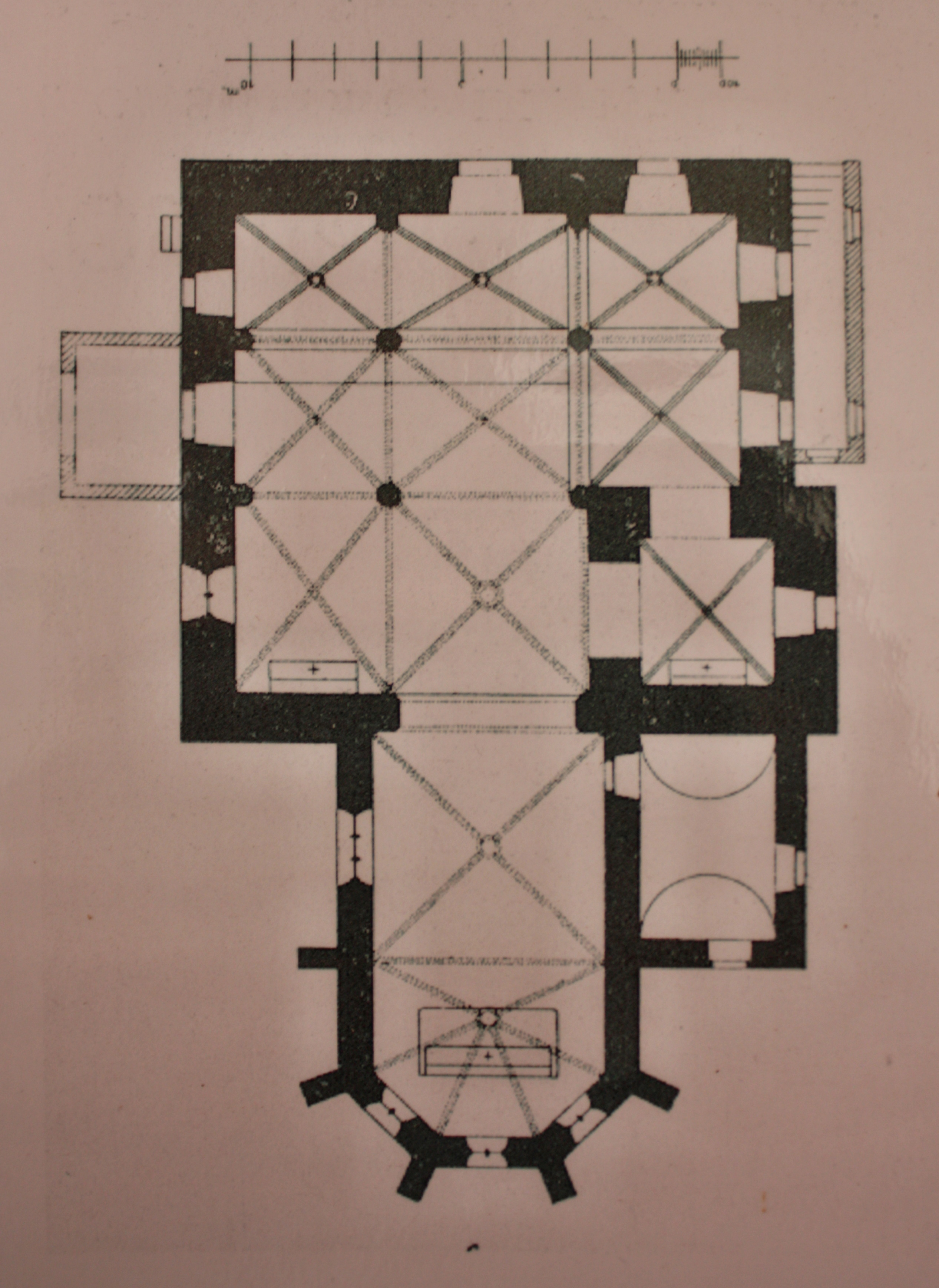
Grundriss der Kirche

- Pfarrkirche „Zu Unserer Lieben Frau Geburt“